# 奧氏異吻象鼻魚
奧氏異吻象鼻魚，為輻鰭魚綱骨舌魚目象鼻魚科的其中一種，為熱帶淡水魚，分布於非洲納米比亞三比西河上游流域，棲息於水底，具有發電器官，用來偵測獵物，體長可達19.5公分，生活習性不明。